# Bathypogon testaceovittatus
Bathypogon testaceovittatus là một loài ruồi trong họ Asilidae. Bathypogon testaceovittatus được Macquart miêu tả năm 1855. Loài này phân bố ở miền Australasia.